# Kristianstad Football Club
Il Kristianstad Football Club, generalmente abbreviato in Kristianstad FC, è una società calcistica svedese con sede a Kristianstad. A partire dal 2018 disputa le proprie partite casalinghe alla nuova Kristianstad Fotbollsarena, che sorge nei pressi del vecchio Kristianstads IP.

## Storia
Il Kristianstad FC si è formato ufficialmente nel 2015, al termine del campionato di quell'anno, in virtù della fusione di due società locali: il Kristianstads FF e il Kristianstad BoIS.
Il Kristianstads FF era reduce da un campionato in Division 1, la terza serie nazionale, così anche il neonato Kristianstad FC è potuto partire dalla stessa categoria. Nel 2016 e nel 2017 la squadra ha chiuso la stagione rispettivamente al 5º posto e al 4º posto, mentre l'anno successivo gli arancioni hanno faticato a salvarsi, anche a causa di difficoltà economiche che hanno indotto il presidente del consiglio di amministrazione Lars Åkerman a lasciare il proprio incarico nel corso dell'anno.
La stagione 2019 ha visto il Kristianstad FC retrocedere in quarta serie (Division 2), a seguito del penultimo posto nel campionato di Division 1 Södra.